# Cephalodella harringi
Cephalodella harringi är en hjuldjursart som beskrevs av Smirnov 1927. Cephalodella harringi ingår i släktet Cephalodella och familjen Notommatidae. Inga underarter finns listade i Catalogue of Life.